# Ba chạc
Ba chạc hay còn gọi dấu dầu ba lá, dấu dầu háo ẩm, chè đắng, chè cỏ (danh pháp khoa học: Melicope pteleifolia) là một loài thực vật có hoa trong họ Cửu lý hương. Loài này được (Champ. ex Benth.) T.G. Hartley mô tả khoa học đầu tiên năm 1993.

## Đặc điểm
Cây nhỏ, cao 1 – 3m, có khi hơn (4 – 5m). Cành non có lông, sau đó nhẵn. Lá kép mọc đối, có ba lá chét, mép nguyên, gân phụ 15 – 20 cặp, lá non có lông rất mịn, lá chét hình trái xoan: dài 4,5 – 13 cm, rộng 2,5 – 5,5 cm, gốc thuôn, đầu nhọn; cuống lá dài có lông, tày ở phần dính vào thân, cuống lá chét không có hoặc rất ngắn. Cụm hoa mọc thành xim ở kẽ lá, ngắn hơn lá; lá bắc nhỏ; hoa nhỏ màu trắng; lá đài hình trái xoan, có lông ở mép; cánh hoa có 4 – 5, dài gấp 3 lần lá đài, hơi khum ở đầu, nhẵn; nhị 4, chỉ nhị bằng hoặc dài hơn cánh hoa; bầu nhụy hình trứng, có lông, vòi nhụy nhẵn, đầu nhụy có 4 rãnh. Quả nang hình trái xoan, khi chín màu đỏ, chia làm 1– 4 mảnh, vỏ nhẵn (1– 4 hạch nhẵn), phía ngoài nhăn nheo; mỗi ngăn chứa một hạt hình cầu đường kính 2mm, màu đen xanh, bóng. Toàn cây có tinh dầu thơm. Mùa hoa tháng 4 – 5, mùa quả tháng 6 – 7.

## Phân bố
Ba chạc là cây bụi ưa sáng, chịu được hạn và có thể sống trên nhiều loại đất khác nhau. Trên thế giới, cây Ba chạc phân bố rộng rãi ở vùng nhiệt đới, chủ yếu ở các nước như Trung Quốc, Việt Nam, Lào, Campuchia, Myanmar, Thái Lan, Philippin. Ở Việt Nam, cây mọc hoang, rất phổ biến trên khắp nước ta từ miền Bắc đến miền Nam. Cây thường được gặp ở các vùng đồi, rừng thứ sinh, rừng thưa, hoặc trong các bụi cây ở vùng đồng bằng.|